# Isole Tavolara, Molara e Molarotto
Isole Tavolara, Molara e Molarotto este o arie protejată (arie specială de conservare — SAC, sit de importanță comunitară — SCI) din Italia întinsă pe o suprafață de 16.005 ha, din care 94 % marine.

## Localizare
Centrul sitului Isole Tavolara, Molara e Molarotto este situat la coordonatele 40°53′43″N 9°41′41″E / 40.895278°N 9.694722°E.

## Înființare
Situl Isole Tavolara, Molara e Molarotto a fost declarat sit de importanță comunitară în septembrie 1995 pentru a proteja 4 specii de plante și 24 de specii de animale. Situl a fost protejat și ca arie specială de conservare în august 2019.

## Biodiversitate
Situată în ecoregiunea mediteraneană, aria protejată conține 25 de habitate naturale: Faleze cu vegetație de Limonium spp. endemic de pe coastele mediteraneene, Peșteri marine scufundate complet sau parțial, Pășuni mediteraneene udate de apa mării (Juncetalia maritimi), Straturi cu Posidonia (Posidonion oceanicae), Dune de coastă cu Juniperus spp., Salicornia și alte specii anuale care populează regiunile mlăștinoase și nisipoase, Recifuri, Păduri de Olea și Ceratonia, Pseudostepă cu ierburi și specii anuale de Thero-Brachypodietea, Pante stâncoase calcaroase cu vegetație casmofită, Tufărișuri termo-mediteraneene și de pre-deșert, Dune de pe litoral fixate cu Crucianellion maritimae, Golfuri mici largi și golfuri puțin adânci, Păduri de Quercus ilex și Quercus rotundifolia, Formațiuni scunde de Euphorbia în apropierea falezelor, Tufărișuri halofile mediteraneene și termo-atlantice (Sarcocornetea fruticosi), Bancuri de nisip acoperite în permanență slab de apă marină, Vegetație anuală la limita mareei, Dune mobile cu vegetație embrionară, Phrygana endemică cu Euphorbio-Verbascion, Lagune de coastă, Dune mobile de-a lungul țărmului cu Ammophila arenaria („dune albe”), Matorral arborescenți cu Juniperus spp., Peșteri inaccesibile publicului, Dune cu vegetație ierboasă Malcolmietalia.
La baza desemnării sitului se află mai multe specii protejate:
- plante (4): Brassica insularis, Centaurea horrida, Linaria flava, Rouya polygama
- păsări (17): Alectoris barbara, acvilă de munte (Aquila chrysaetos), Calonectris diomedea, caprimulg (Caprimulgus europaeus), erete de stuf (Circus aeruginosus), egretă mică (Egretta garzetta), șoim călător (Falco peregrinus), Hydrobates pelagicus, sfrâncioc roșiatic (Lanius collurio), Larus audouinii, vultur pescar (Pandion haliaetus), Phalacrocorax aristotelis desmarestii, Puffinus yelkouan, chiră de baltă (Sterna hirundo), Sylvia sarda, silvie de tufiș (Sylvia undata), chiră de mare (Thalasseus sandvicensis)
- mamifere (3): liliac cu aripi lungi (Miniopterus schreibersii), liliacul mare cu potcoavă (Rhinolophus ferrumequinum), delfin mare (Tursiops truncatus)
- reptile (4): Caretta caretta, Euleptes europaea, țestoasă bănățeană (Testudo hermanni), Testudo marginata

Pe lângă speciile protejate, pe teritoriul sitului au mai fost identificate 58 de specii de plante, 25 de specii de păsări, 1 specie de amfibieni, 4 specii de mamifere, 7 specii de nevertebrate, 1 specie de reptile.